# روب كوفمان
روب كوفمان (بالإنجليزية: Rob Kauffman)‏ هو مهندس وشخصية أعمال أمريكي، ولد في 9 يونيو 1964 في شارون ‏ في الولايات المتحدة.

## وصلات خارجية
- روب كوفمان على موقع Racing-Reference.info (الإنجليزية)
- روب كوفمان على موقع DriverDB.com (الإنجليزية)